# Olympische Sommerspiele 2004/Teilnehmer (Armenien)
| Gelbes Symbol für Goldmedaillen mit stilisierten Olympischen Ringen | Graues Symbol für Silbermedaillen mit stilisierten Olympischen Ringen | Braundes Symbol für Bronzemedaillen mit stilisierten Olympischen Ringen |
| ------------------------------------------------------------------- | --------------------------------------------------------------------- | ----------------------------------------------------------------------- |
| —                                                                   | —                                                                     | —                                                                       |

Armenien nahm an den Olympischen Sommerspielen 2004 in der griechischen Hauptstadt Athen mit 18 Athleten, 2 Frauen und 16 Männern, teil.
Seit 1996 war es die dritte Teilnahme Armeniens bei Olympischen Sommerspielen.

## Flaggenträger
Der Turner Albert Asarjan trug die Flagge Armeniens während der Eröffnungsfeier im Olympiastadion.

## Teilnehmer nach Sportarten

### Boxen
- Aleksan Nalbandjan
Halbfliegengewicht (bis 48 Kilogramm): 5. Platz

### Gewichtheben
- Geworg Aleksanjan
Mittelgewicht (bis 77 Kilogramm): Wettkampf nicht beendet

- Aschot Danieljan
Superschwergewicht (über 105 Kilogramm): Wettkampf nicht beendet

- Armen Ghasarjan
Federgewicht (bis 62 Kilogramm): 4. Platz

- Tigran Wardan Martirosjan
Leichtschwergewicht (bis 85 Kilogramm): 7. Platz

### Judo
- Armen Nasarjan
Superleichtgewicht (bis 60 Kilogramm): in der 1. Hoffnungsrunde ausgeschieden

### Leichtathletik
- Armen Martirosjan
Dreisprung: 43. Platz in der Qualifikation

- Marine Ghasarjan
Frauen, 100 Meter: Vorläufe

### Ringen
- Mamed Aghaew
Freistil, Mittelgewicht (Klasse bis 84 Kilogramm): Disqualifiziert

- Martin Berberjan
Freistil, Bantamgewicht (Klasse bis 55 Kilogramm): 17. Platz

- Hajkas Galstjan
Griechisch-römischer Stil, Superschwergewicht (Klasse bis 120 Kilogramm): 9. Platz

- Waghinak Galstjan
Griechisch-römischer Stil, Leichtgewicht (Klasse bis 60 Kilogramm): 8. Platz

- Lewon Geghamjan
Griechisch-römischer Stil, Mittelgewicht (Klasse bis 84 Kilogramm): 8. Platz

- Arajik Geworgjan
Freistil, Weltergewicht (Klasse bis 74 Kilogramm): 8. Platz

- Schirajr Howhannisjan
Freistil, Leichtgewicht (Klasse bis 66 Kilogramm): 11. Platz

### Schießen
- Norajr Bachtamjan
Luftpistole 10 Meter: 7. Platz
Freie Pistole 50 Meter: 4. Platz

### Schwimmen
- Warduhi Awetisjan
Frauen, 100 Meter Brust: 42. Platz

### Tennis
- Sargis Sargsian
Einzel: 33. Platz